# ヘーリアデス

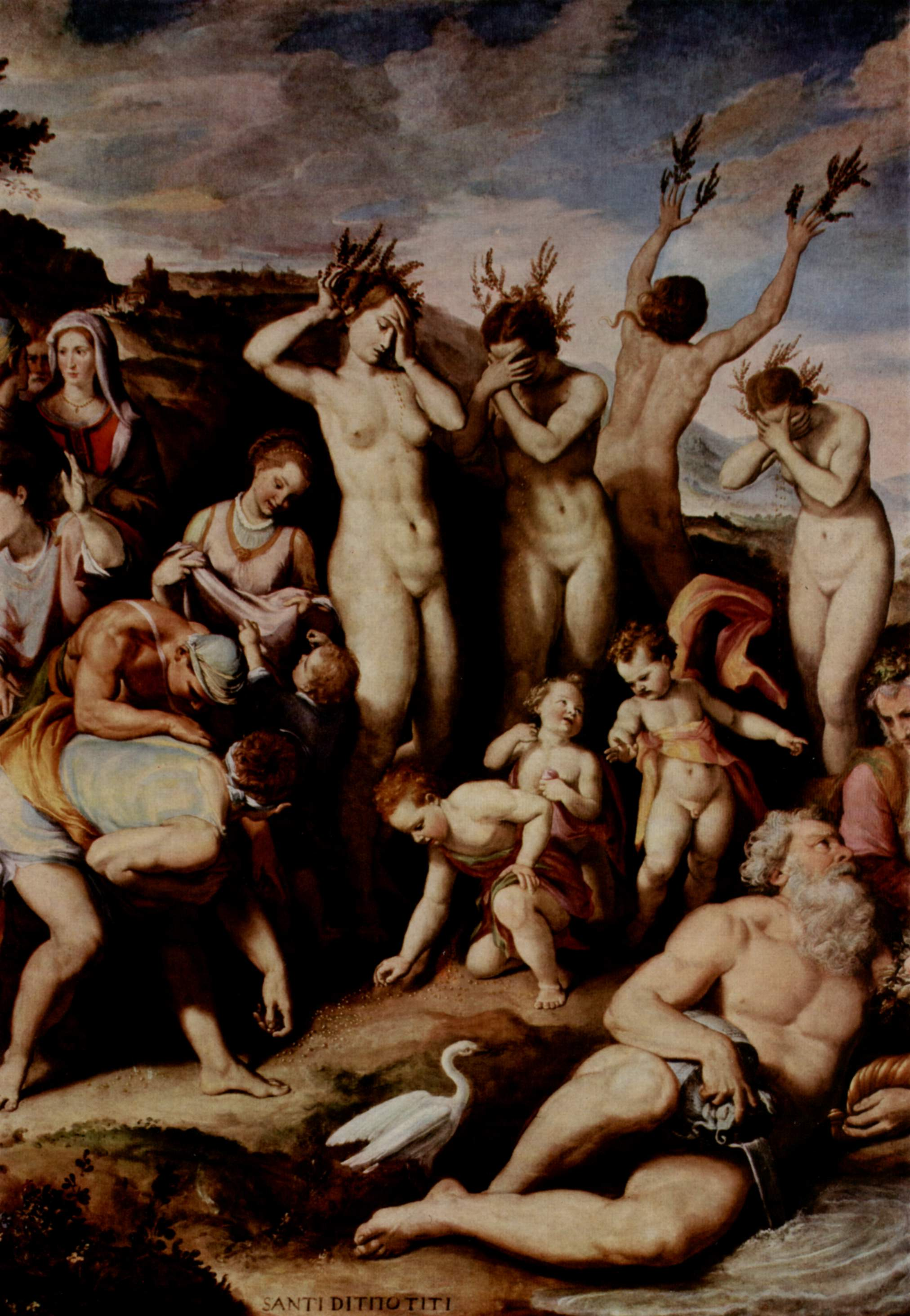
サンティ・ディ・ティートによる16世紀下半期の絵画『ポプラに変身したパエトンの姉妹たち』。ヴェッキオ宮殿所蔵。

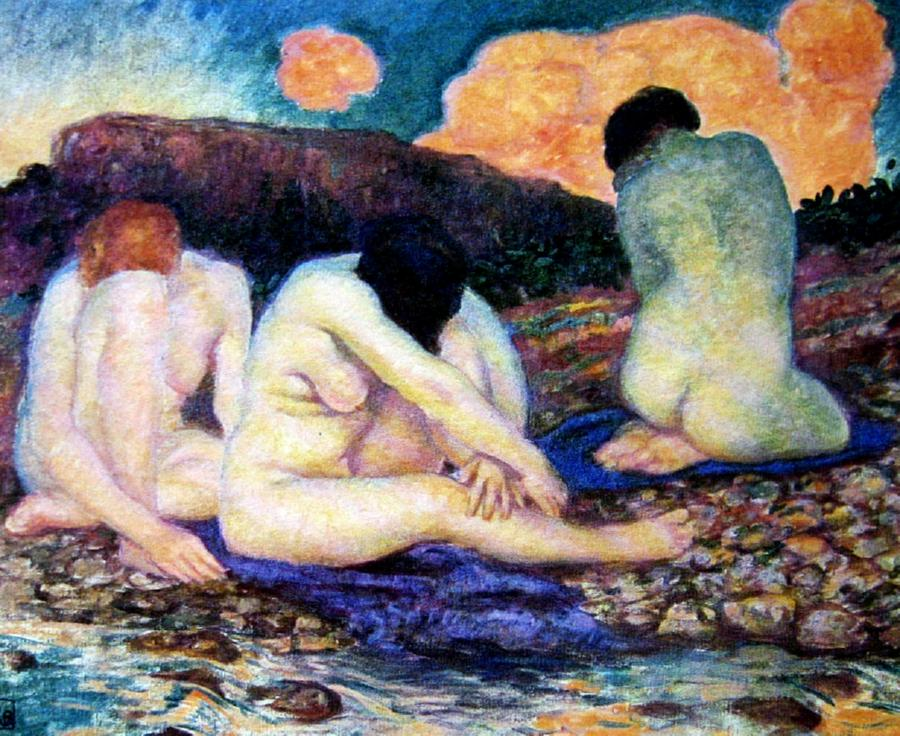
ルパート・バニーによる20世紀の絵画『ヘリアデス』。

ヘーリアデス（古希: Ηλιαδες, Hēliades）は、ギリシア神話に登場する太陽神ヘーリオスの娘たちである。長母音を省略してヘリアデスとも表記される。
弟にパエトーンがいるが、太陽の馬車の暴走を止めるためにゼウスが投げた雷によって弟が死んだため、ヘーリアデスは嘆き悲しんでポプラの木に姿を変えたうえ、その涙は琥珀になったという（ポプラに変身したのは一部の姉妹たちであるという）。
メロペー、ポイベー、アイグレー、ラムペティエー、パエトゥーサといった名前が知られる。